# Атласкин, Авенир Алексеевич
Авени́р Алексе́евич Атла́скин (1918—2012) — агроном колхоза имени С. М. Кирова Кстовского района Горьковской области, Герой Социалистического Труда (1950).

## Биография
Родился 30 января 1918 года в уездном городе Васильсурске Нижегородской губернии (ныне рабочем посёлке Воротынского района Нижегородской области) в семье служащих.
После окончания средней школы поступил в Горьковский сельскохозяйственный институт, который окончил в 1940 году. Был направлен на работу агрономом в колхоз имени С. М. Кирова в Кстовском районе, председателем которого был Ф. И. Глебов. С началом Великой Отечественной войны мужское население, техника и лошади были мобилизованы на фронт. В колхозе остались только дети, женщины и старики. В этих условиях за счёт применения прогрессивных технологий, введение строгого учёта, сдельщины, семейного подряда удалось добиться достаточно высоких показателей. В 1941 году удалось собрать 16 центнеров зерновых и 206 центнеров овощей с гектара. В 1942 году Авенир Атласкин был принят в ВКП(б).
В послевоенные годы колхоз увеличил производство продукции, с одного гектара получали около 30 центнеров ржи и 550 центнеров овощей, в том числе картофеля 530 центнеров. В 1948 году Авенир Атласкин был награждён орденом Трудового Красного Знамени. В 1950 году Авенир Атласкин за высокие показали в производстве сельскохозяйственной продукции был удостоен звания Героя Социалистического Труда.
С 1959 года Атласкин работал вначале директором Горьковской опытной станции, а затем директором учебного хозяйства Горьковского сельскохозяйственного института «Пригородное». В 1964 году он перешёл на работу старшим агрономом в совхоз «Ждановский», а с 1965 года работал главным агрономом производственного управления сельского хозяйства Кстовского района.
Умер 23 сентября 2012 года на 95-м году жизни. Похоронен на Федяковском кладбище.